# Kamen Rider Hibiki
Kamen Rider Hibiki (仮面ライダー響鬼（ヒビキ） Kamen Raidā Hibiki, Masked Rider Hibiki) là một bộ phim truyền hình siêu anh hùng Tokusatsu Nhật Bản. Nó là phần thứ mười lăm trong series nổi tiếng Kamen Rider của thể loại Tokusatsu. Là sự hợp tác chung giữa Ishimori Productions và Toei. Kamen Rider Hibiki lần đầu tiên phát sóng vào ngày 30 tháng 1 năm 2005 và phát sóng tập cuối cùng vào ngày 22 tháng 1 năm 2006. Loạt phim này được ghi nhận cho việc giới thiệu các chủ đề mới và phong cách chưa từng được thể hiện trong các chương trình khác.

## Nội dung
Các Kamen Rider, gọi là Oni, chiến đấu với các quái vật gọi là Makamou bằng "âm thanh thuần khiết". Một trong những Oni, Kamen Rider Hibiki, bắt đầu với việc có một quan hệ "sư phụ-và-đệ tử" với Adachi Asumu, một cậu bé do dự về bản thân mình và đang đứng trước ngã rẽ trong cuộc đời của mình khi cậu chuyển lên học cao trung. Asumu học hỏi để trưởng thành hơn bằng việc quan sát Hibiki và các Oni khác cùng nhau luyện tập để mài dũa kỹ năng của họ trong cuộc chiến chống lại Makamou và homunculi (hình nhân) tạo ra chúng. Tuy nhiên, sự tăng đột ngột số lượng Makamou như một điềm báo cho một tai họa sắp tới.

## Chuyển thể
Kamen Rider Hibiki bắt đầu với Shigenori Takatera là nhà sản xuất của Toei, tuy nhiên, Shinichiro Shirakura, người đã tham gia vào các phần Heisei Kamen Rider khác, không tham gia trong quá trình sản xuất series truyền hình Hibiki, được bổ nhiệm làm nhà sản xuất của Movie Kamen Rider Hibiki & seven Senki , cuối cùng đã thay thế Takatera trong vai trò nhà sản xuất từ tập 30. Các nhân viên viết cũng được thay đổi; Tsuyoshi Kida và Shinji Oishi đã được thay thế bởi Toshiki Inoue và Shoji Yonemura, người đã làm việc với Shirakura trong Sh15uya và các series Heisei Kamen Rider khác.
Ngoài ra, một người có tính cách giống như Sensha Yoshida, một họa sĩ manga nổi tiếng; Hiroshi Yamamoto, một nhà thiết kế trò chơi video; Masao Higashi, nhà phê bình phim điện ảnh & truyền hình dày dạn kinh nghiệm và nhiều người khác có những lời chỉ trích nặng nề trên các blog cá nhân của họ với sự thay đổi này. Ngay cả ngôi sao của chương trình, Shigeki Hosokawa, người đóng vai Hibiki, đã viết trong trang web cá nhân của mình rằng kịch bản của Inoue "cần điều chỉnh" và rằng sự thay đổi nhân viên này toàn là "lừa đảo". Với đội ngũ nhân viên sản xuất đầu tiên, Hosokawa sẽ tham gia các cuộc họp của các biên kịch và đưa ra các đề xuất, tuy nhiên Hosokawa không thể đưa ra ý kiến của bản thân trong các cuộc họp đội ngũ nhân viên sản xuất thay đổi sau đó do hạn chế về thời gian.
Trong một cuộc phỏng vấn được công bố trên trang web chính của TV Asahi, Hosokawa nói rằng kịch bản của tập phim cuối cùng đã được viết lại vào ngày làm phim cuối cùng. Sau đó ông nói rằng kịch bản đã được gửi quá muộn trong khi trận chiến cuối cùng đã được quay xong. Phần kết này đã bị hủy bỏ và sau đó là một kết thúc mới, theo Hosokawa, không giống kết thúc đã được dự định. Trong cuộc phỏng vấn sau đó, Hosokawa nói rằng bộ trang phục Oni được sử dụng bởi Kiriya là một kitbash của hai bộ trang phục mới được chế tạo đặc biệt cho các nhân vật của Asumu và Kiriya. Hosokawa nói rằng đây là sự thay đổi khó chịu nhất đối với ông cũng như việc kịch bản cuối cùng đã được viết lại 6 lần vào thời điểm đó với tất cả những phiên bản bao gồm cả Asumu và Kiriya trở thành Oni.

Vào tháng 1 năm 2006, tại Kamen Rider Super Live, Hosokawa nói rằng bộ phim là "bản chất là một quá trình không đầy đủ" và "không nên kết thúc theo cách đó". Mitsu Murata, người đóng vai nhân vật Douji, tuyên bố trên blog của mình: "Tôi không thể tha thứ cho họ, tôi muốn tiếp tục ý tưởng của ông ấy", phàn nàn về việc loại bỏ Takatera làm nhà sản xuất phim. Những tuyên bố gây ra một chấn động chưa từng có trong thị trường Tokusatsu chuyên nghiệp và nhiều giám đốc điều hành của Toei đã bị chỉ trích vì cho phép một loạt những thay đổi xảy ra khiến cho series này chịu nhiều vấn đề như vậy.

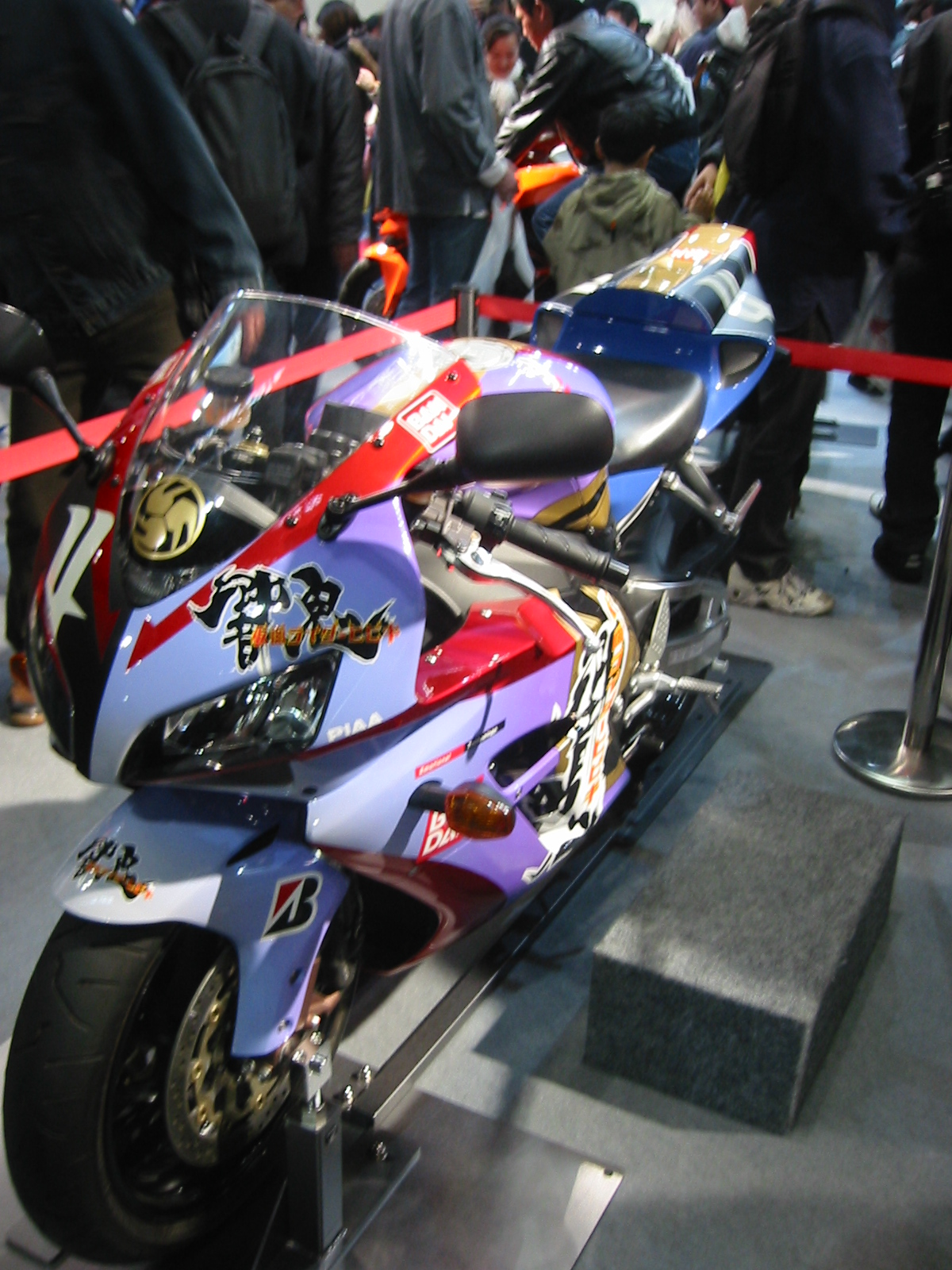
Một chiếc xe moto tại giải đua Suzuka 8 Hours của công ty Honda được tài trợ Kamen Rider Hibiki

Chưa bao giờ có bất kỳ tuyên bố chính thức từ Toei, nhưng nhiều nhà phê bình chỉ ra một số sự kiện có thể đã gây những vấn đề đó, lý do chính trong đó là doanh số bán phụ kiện thấp(?). Nó không phải là điều bình thường đối với một nhà sản xuất như Toei khi đã để cho có hai nhà sản xuất khác nhau làm 2 phần phim truyền hình và phim điện ảnh. Có khả năng là nhà sản xuất khác đã được bổ nhiệm cho phim điện ảnh do Toei đang mắc phải các vấn đề về thời hạn làm việc với Takatera.
Những thay đổi trong TV series:
- Hồi tưởng của Asumu tại đầu mỗi tập phim đã được gỡ bỏ bắt đầu với tập phim 30.
- Một opening mới đã được giới thiệu trong tập 34 và sau đó.
- Việc sử dụng chữ Hán được chiếu lên màn hình trong những cảnh đã được loại bỏ hoàn toàn từ tập 30.
- Cảnh ending đã gỡ bỏ hoàn toàn.
- Các nhân vật của Kyosuke Kiriya và Shuki được giới thiệu.
- Nguồn gốc Eiki và Shouki đã được thay đổi thành nhân vật chính, nhưng vai trò của họ hoàn toàn bị loại bỏ.
- Kĩ năng Hơi thở lửa (Onibi) và vuốt Oni (Onizume) đã hoàn toàn bị loại bỏ cùng với cảnh Ibuki mở miệng để tấn công. Các Makamou đã mở miệng quá rộng hoặc phun chất lỏng cũng đã được gỡ bỏ. Đã có nhiều lời phàn nàn về những cảnh phim này từ các nhóm ủng hộ phụ huynh cho rằng nó khiến trẻ em sợ hãi.
- Những chi tiết phức tạp tạo nên sự sinh động cho kĩ xảo hình ảnh của Makamou và cảnh quay trên núi đã gần như hoàn toàn bị loại bỏ có thể do vấn đề chi phí, các nhà phê bình hàng đầu đều tin rằng Takatera bị loại bỏ khỏi dự án do ông không đồng ý thay đổi kịch bản của bản thân để phim phù hợp với những thay đổi này.

## Oni Kamen Rider
Các chiến binh của tổ chức Takeshi được gọi là Oni. Họ đã tồn tại hàng trăm năm, bảo vệ con người và chiến đấu chống lại Makamou. Biệt danh của mỗi Oni đều mang hậu tố-ki (鬼), đều có nghĩa giống với "Oni" trong tiếng Nhật. Nó cũng có một số tương đồng với tên thật của Oni. Điều khiến nhiều người thay đổi cái nhìn với series Kamen Rider, Kamen Rider Hibiki giới thiệu Kamen Rider Shuki, chính thức công nhận nữ Heisei Kamen Rider thứ ba sau Kamen Rider Femme từ Ryuki và Kamen Rider Larc từ Blade.
- Trong series:

| Kamen Rider Hibiki   | Hitoshi Hidaka     |
| Kamen Rider Ibuki    | Iori Izumi         |
| Kamen Rider Todoroki | Tomizo Todayama    |
| Kamen Rider Zanki    | Zaomaru Zaitsuhara |
| Kamen Rider Danki    | Daisuke Danda      |
| Kamen Rider Sabaki   | Sakae Saeki        |
| Kamen Rider Eiki     | Eiki               |
| Kamen Rider Shuki    | Shiori Shinagawa   |
| Transformed Akira    | Akira Amami        |
| Transformed Kyosuke  | Kyosuke Kiriya     |

- Trong movie và tập đặc biệt

| Transformed Asumu    | Asumu Adachi    |
| Kamen Rider Hibiki   | Hibiki (Past)   |
| Kamen Rider Ibuki    | Ibuki (Past)    |
| Kamen Rider Todoroki | Todoroki (Past) |
| Kamen Rider Kabuki   | Kabuki          |
| Kamen Rider Touki    | Touki (movie)   |
| Kamen Rider Kirameki | Kirameki        |
| Kamen Rider Nishiki  | Nishiki         |
| Kamen Rider Habataki | Habataki        |

## Makamou
Các quái vật đối trọng của phim; một loại sinh vật dị thường xuất hiện ở các khu vực hẻo lánh và coi con người như thức ăn.

## Takeshi Gear
Takeshi là tên của tổ chức các Kamen Riders Oni. Họ tạo ra nhiều trang bị để sử dụng trong trận chiến, từ vũ khí tới Disc động vật.

## Tiểu thuyết
Một bộ sáu tiểu thuyết xuất bản dưới tên Kamen Rider Hibiki: La bàn tới ngày mai (仮面ライダー響鬼明日への指針(コンパス) Kamen Raida Hibiki Asu e no Konpasu ) đã được phát hành ngay sau khi kết thúc phim. Những tiểu thuyết tiếp theo cốt truyện tương đối giống như bộ phim truyền hình nhưng thêm nhân vật mới và kẻ thù trong phần kết của nó.

## Trò chơi điện tử
Kamen Rider Hibiki đã được phát hành bởi Bandai cho PlayStation 2 vào ngày 01 tháng 12 năm 2005. Nó bao gồm khả năng tương thích chéo độc đáo vớiTaiko no Tatsujin bộ điều khiển Tatacon, khi người điều khiển có thể dùng taiko giống như sử dụng nhịp điệu của Hibiki . Nó cũng được phát hành cùng một phiên bản đặc biệt của Taiko no Tatsujin  trong đó bao gồm các bài hát chủ đề của Kamen Rider Hibiki  ("Kagayaki" và "Shounen yo"). Một thông báo của Nintendo GameCube cho biết điều này đã được lên kế hoạch, nhưng cuối cùng bị loại bỏ. [1] [2]

## Tập phim(theo Hibiki World Fansub)
| Ep# | Tựa đề                                                          | Viết kịch bản               | Ngày chiếu                |
| --- | --------------------------------------------------------------- | --------------------------- | ------------------------- |
| 1   | " Oni vang vọng" "Hibiku Oni" (響く鬼)                          | Kida Tsuyoshi, Shinji Oishi | 30 tháng 1 năm 2005       |
| 2   | "Nhện gầm thét" "Hoeru Kumo" (咆える蜘蛛)                       | Kida Tsuyoshi, Shinji Oishi | 06 tháng 2 năm 2005       |
| 3   | "Âm thanh lạc lõng" "Ochiru Koe" (落ちる声)                     | Kida Tsuyoshi, Shinji Oishi | 13 tháng 2 năm 2005       |
| 4   | "Ichiro chạy đua" "Kakeru Ichiro" (駆ける勢地郎)                | Kida Tsuyoshi, Shinji Oishi | 20 tháng 2 năm 2005       |
| 5   | "Biển tan chảy" "Tokeru Umi" (熔ける海)                         | Kida Tsuyoshi, Shinji Oishi | 27 tháng 2 năm 2005       |
| 6   | "Linh hồn chiến đấu" "Tataku Tamashii" (叩く魂)                 | Kida Tsuyoshi, Shinji Oishi | 06 tháng 3 năm 2005       |
| 7   | "Oni gió thổi" "Ibuku Oni" (息吹く鬼)                           | Kida Tsuyoshi, Shinji Oishi | 13 tháng 3 năm 2005       |
| 8   | "Gió gào thét" "Sakebu Kaze" (叫ぶ風)                           | Kida Tsuyoshi, Shinji Oishi | Ngày 20 tháng 3 năm 2005  |
| 9   | "Tà tâm quanh co" "Ugomeku Jashin" (蠢く邪心)                   | Kida Tsuyoshi, Shinji Oishi | 27 Tháng Ba 2005          |
| 10  | "Oni cùng ra trận" "Narabitatsu Oni" (並び立つ鬼)               | Kida Tsuyoshi, Shinji Oishi | Ngày 03 tháng 4 năm 2005  |
| 11  | "Tường nuốt người" "Nomikomu Kabe" (呑み込む壁)                 | Tsuyoshi Kida               | Ngày 10 tháng 4 năm 2005  |
| 12  | "Bí mật bị lộ" "Hiraku Himitsu" (開く秘密)                      | Shinji Oishi                | 17 tháng 4 năm 2005       |
| 13  | "Số phận điên loạn" "Midareru Sadame" (乱れる運命)              | Shinji Oishi                | 24 Tháng 4 2005           |
| 14  | "Douji ăn thịt" "Kurau Doji" (喰らう童子)                       | Shinji Oishi                | 01 tháng năm 2005         |
| 15  | "Sấm sét suy yếu" "Niburu Ikazuchi" (鈍る雷)                    | Shinji Oishi                | 08 tháng 5 năm 2005       |
| 16  | "Oni oanh liệt" "Todoroku Oni" (轟く鬼)                         | Shinji Oishi                | ngày 15 tháng 5 năm 2005  |
| 17  | "Thành phố trong tầm ngắm" "Nerawareru Machi" (狙われる街)      | Shinji Oishi                | ngày 22 tháng 5 năm 2005  |
| 18  | "Cuồng phong bất diệt" "Kujikenu Shippu" (挫けぬ疾風)           | Shinji Oishi                | ngày 29 tháng 5 năm 2005  |
| 19  | "Chiến binh chơi đàn" "Kakinarasu Senshi" (かき鳴らす戦士)      | Tsuyoshi Kida               | 05 Tháng Sáu 2005         |
| 20  | "Âm thanh thuần khiết" "Kiyomeru Oto" (清める音)                | Tsuyoshi Kida               | 12 tháng 6 năm 2005       |
| 21  | "Quái vật liên kết" "Hikiau Mamono" (引き合う魔物)              | Tsuyoshi Kida               | 26 Tháng Sáu 2005         |
| 22  | "Hóa kén" "Bakeru Mayu" (化ける繭)                              | Tsuyoshi Kida               | 03 Tháng 7 2005           |
| 23  | "Mùa hè tập luyện" "Kitaeru Natsu" (鍛える夏)                   | Shinji Oishi                | 10 Tháng Bảy 2005         |
| 24  | "Kurenai bùng cháy" "Moeru Kurenai" (燃える紅)                  | Shinji Oishi                | 17 Tháng Bảy 2005         |
| 25  | "Sắc xanh rộn ràng" "Hashiru Konpeki" (走る紺碧)                | Shinji Oishi                | 24 Tháng Bảy 2005         |
| 26  | "Đánh dấu ngày mới" "Kizamareru Hibi" (刻まれる日々)            | Shinji Oishi                | Ngày 07 tháng 8 năm 2005  |
| 27  | "Mối liên kết được truyền lại" "Tsutaeru Kizuna" (伝える絆)     | Shinji Oishi                | 14 Tháng Tám 2005         |
| 28  | "Cái ác bất diệt" "Taenu Akui" (絶えぬ悪意)                     | Shinji Oishi                | 21 tháng 8 năm 2005       |
| 29  | "Cậu bé tỏa sáng" "Kagayaku Shōnen" (輝く少年)                  | Shinji Oishi                | 28 tháng 8 năm 2005       |
| 30  | "Điềm báo luyện tập" "Kitaeru Yokan" (鍛える予感)               | Toshiki Inoue               | Ngày 04 tháng 9 năm 2005  |
| 31  | "Vượt qua Cha" "Koeru Chichi" (超える父)                        | Toshiki Inoue               | 11 Tháng Chín 2005        |
| 32  | "Bài hát bùng cháy" "Hajikeru Uta" (弾ける歌)                   | Toshiki Inoue               | 18 tháng 9 năm 2005       |
| 33  | "Armed saber" "Matō Yaiba" (装甲う刃)                           | Toshiki Inoue               | 25 tháng 9 năm 2005       |
| 34  | "Kẻ khờ học yêu" "Koisuru Katsuo" (恋する鰹)                    | Toshiki Inoue               | Ngày 2 tháng 10 năm 2005  |
| 35  | "Thiên thần lạc lối" "Madowasu Tenshi" (惑わす天使)             | Toshiki Inoue               | Ngày 9 tháng 10 năm 2005  |
| 36  | "Shuki khát máu" "Ueru Shuki" (飢える朱鬼)                      | Toshiki Inoue               | 16 Tháng 10 2005          |
| 37  | "Sấm sét tái sinh" "Yomigaeru Ikazuchi" (甦る雷)                | Toshiki Inoue               | 23 tháng 10 năm 2005      |
| 38  | "Âm kích sụp đổ" "Yabureru Ongeki" (敗れる音撃)                 | Shoji Yonemura              | Tháng 10 30, 2005         |
| 39  | "Khởi đầu của cậu" "Hajimaru Kimi" (始まる君)                   | Shoji Yonemura              | 13 Tháng 11 2005          |
| 40  | "Tiếp cận Orochi" "Semaru Orochi" (迫るオロチ)                  | Toshiki Inoue               | Ngày 20 tháng 11 năm 2005 |
| 41  | "Thầy trò thức tỉnh" "Mezameru Shitei" (目醒める師弟)           | Toshiki Inoue               | 27 tháng 11 năm 2005      |
| 42  | "Yêu ma hung ác" "Takeru Yoma" (猛る妖魔)                       | Toshiki Inoue               | 04 Tháng 12 2005          |
| 43  | "Cơ thể không thể thay đổi" "Kawarenu Karada" (変われぬ身)      | Toshiki Inoue               | 11 Tháng Mười Hai 2005    |
| 44  | "Cấm thuật bí mật" "Himeru Kindan" (秘める禁断)                 | Toshiki Inoue               | 18 Tháng Mười Hai 2005    |
| 45  | "Cái chết oanh liệt của Zanki" "Sangesuru Zanki" (散華する斬鬼) | Toshiki Inoue               | 25 tháng 12 năm 2005      |
| 46  | "Khống chế quỷ đạo" "Kiwameru Onidō" (極める鬼道)               | Toshiki Inoue               | 08 Tháng 1 2006           |
| 47  | "Quay lại chuyện cũ" "Kataru Senaka" (語る背中)                 | Toshiki Inoue               | Ngày 15 tháng 1 năm 2006  |
| 48  | "Giấc mơ của ngày mai" "Asunaru Yume" (明日なる夢)              | Toshiki Inoue               | 22 tháng 1 năm 2006       |

## Hyper Battle DVD
Trong Kamen Rider Hibiki:! Asumu Henshin You Can Be An Oni, Too !! (仮面ライダー響鬼 明日夢変身！キミも鬼になれる！! Kamen Raida Hibiki: Kimi Mo Oni Ni Nareru !! ) , Asumu Adachi tưởng tượng nếu cậu có thể trở thành Kamen Rider Hibiki, và bằng cách nói chuyện với các Disc đã dạy cho cậu làm thế nào để trở thành Hibiki, cuối cùng Asumu đã biến đổi thành Kamen Rider Armed Hibiki. Kamen Rider Sabaki cũng xuất hiện trong DVD.

## Kamen Rider Hibiki & The Seven Senki
Bộ phim là phần spin-off của series Kamen Rider năm 2005, mở đầu phim Kamen Rider Hibiki & The Seven Senki Movie (劇場版仮面ライダー響鬼と7人の戦鬼Gekijōban Kamen Raida Hibiki to Shichinin no Senki ) diễn ra trong Thời kỳ Chiến Quốc. Bộ phim kể về cuộc chiến với Makamou và 5 Oni đặc biệt xuất hiện trong phim là Kabuki, Kirameki, Habataki, Nishiki, và Touki.

## Seven Ogres
S.I.C. Hero Saga phần Ngoại truyện của Hibiki có tựa đề Masked Rider Hibiki: Seven Ogres (RIDER Masked Hibiki -SEVEN OGRES- Kamen Raida Hibiki: Sebun Ōgazu ), là một phần xen kẽ(?) của bộ phim Hibiki & The Seven Senki . Nó mô tả những nét nổi bật của nhân vật gốc Kamen Rider Armed Hibiki(?) (Sengoku period ver.) (仮面ライダー装甲響鬼(戦国時代ver.) Kamen Raida Āmudo Hibiki (Sengoku Jidai ver.) ) . Seven Ogres được in trong khoảng thời gian từ tháng 6 đến tháng 9 năm 2006 bởi tạp chí Monthly Hobby Japan.
Tiêu đề chương
1. Takeshi (猛士)
2. Kabuki (歌舞鬼)
3. Kurenai (紅)
4. Orochi (オロチ)

## Diễn viên
- Hibiki (Hibiki) : Shigeki Hosokawa (Shigeki Hosokawa Hosokawa Shigeki )
- Adachi Asumu (安達 明日夢 Adachi Asumu ) : Rakuto Tochihara (rakuto tochihara Tochihara Rakuto )
- Tachibana Kasumi (Kaoru Tachibana須実Tachibana Kasumi ) : Mayu Gamo (Gamo Mayu Gamo Mayu )
- Hinka Tcibana (立花日佳菜Tcibana Hinka ) : Miyuki Kanbe (神戸みゆきMiyuki Kanbe )
- Mochida Hitomi (Hitomi Mochida Mochida Hitomi ) : Erika Mori (Erika Mori Mori Erika )
- Amami Akira (Amami Akira Amami Akira ) : Nana Akiyama (Nana Akiyama Akiyama Nana )
- Ibuki (Ibuki) : Joji Shibue (Jouji Shibue Shibue Joji )
- Todoroki (todorokite) : Shingo Kawaguchi (Shin Kawaguchi năm Kawaguchi Shingo )
- Zanki (còn lại) : Kenji Matsuda (Kenji Matsuda Matsuda Kenji )
- Takizawa Midori (Midori Takizawa Takizawa Midori ) : Masako Umemiya (Umemiya ManSaeko Umemiya Masako )
- Kiriya Kyosuke (Kiriya Kyosuke Kiriya Kyosuke ) : Yuichi Nakamura (Yuichi Nakamura Nakamura Yuichi )
- Adachi Ikuko (Ikuko Adachi Adachi Ikuko ) : Kaoru Mizuki (Kaoru Mizuki Mizuki Kaoru )
- Tachibana Ichiro (Tachibana Zeichiro Tachibana Ichiro ) : Atomu Shimojo (Shimojo Atom Shimojo Atomu )
- Douji (Doji Doji ) , phụ huynh Hime (Voice): Mitsu Murata (Takashi Murata Murata Mitsu )
- Hime (Hime) , phụ huynh Douji (Voice): Sei Ashina (Sei Ashina Ashina Sei )
- Danki (Danki) : Makoto Ito (Makoto Ito Ito Makoto )
- Shouki (sanity Shoki ) : Yoshifumi Oshikawa (Yoshifumi Oshikawa Oshikawa Yoshifumi )
- Kogure Konosuke (Kogure Konosuke Kogure Konosuke ) : Akira Fuse (Akira Fuse Fuse Akira )
- Shuki (Shuki) : Reiko Kataoka (Reiko Kataoka Kataoka Reiko )
- Tsumura Tsutomu (Tsutomu Tsumura Tsumura Tsutomu ) : Kento Shibuya (Shibuya Kenhito Shibuya Kento )
- Rider Sabaki Kamen (Masked Rider Saioni Kamen Raida Sabaki , Voice) : Katsumi Shiono (Katsumi Shiono Shiono Katsumi )
- Giới thiệu tập tiếp theo: Kazuya Nakai (Kazuya Nakai Nakai Kazuya )
- Người dẫn chuyện Junction: Koji Nakata (Koji Nakata Nakata Koji )

## Bài hát
mở chủ đề
- "Kagayaki" (輝, "Radiance")
  - Ando Arrangement Thành phần: Toshihiko Sahashi
  - Số tập: 1-33, 48
- "Hajimari no Kimi e" (始まりの君へ, "Để các gốc You")
  - Lyrics: Shoko Fujibayashi
  - Thành phần & Arrangement: Toshihiko Sahashi
  - Nghệ sĩ: Akira Fuse
  - Số tập: 34-47

Kết thúc chủ đề
- "Shounen yo" (少年よ , "Boy!")
  - Lyrics: Shoko Fujibayashi
  - Thành phần & Arrangement: Toshihiko Sahashi
  - Nghệ sĩ: Akira Fuse
  - Số tập: 1-33, 48

Ký tự và chèn bài hát
- "Kiwamareba Ongeki !!" (極めれば音撃!! ", Reach the Extreme Ongeki !!") Thực hiện bởi Jin Hashimoto
- "Fuga Yuden" (風雅勇伝 , "Refined Brave Confidant") được thực hiện bởi Tomokazu Seki cho Kamen Rider Ibuki
- "Raibu Gogo" (雷武轟々 , "Thunderous War Rumblings") được thực hiện bởi Eizo Sakamoto cho Kamen Rider Todoroki
- "Hibiki Kenzan !!" (Hibiki Kenzan !! , "Arrival Trong Hibiki !!") được thực hiện bởi Masatoshi Ono Đối cho Kamen Rider Hibiki

## Chương trình quốc tế
Tại Philippines, bộ phim được phát sóng trên TV5 với tên gọi Masked Rider Hibiki và trên TeleAsia Philippines qua truyền hình kỹ thuật số.